# КАРАнтин
«КАРАнтин» — фінсько-російський драматичний фільм 2021 року, режисера Діани Рінго. Фільм частково знятий в Україні, розповідає про світову катастрофу та війну. Фільм знято до російського повномасштабного вторгнення в Україну.

## Сюжет
У недалекому майбутньому головний герой фільму Фелікс вже понад 20 років не залишає свій будинок, оскільки весь світ був поміщений на карантин. Після оголошення карантину трапилася глобальна катастрофа. Фелікс був одним з небагатьох, кому вдалося сховатися під землею, у бункері, і вижити. Він зовсім один, без будь-яких засобів зв'язку. Його єдині супутники – привиди людей, яких він колись знав. Феліксу не дає спокою думка, що він міг би зупинити катастрофу, раз у нього була можливість сказати світові правду.
Фелікс згадує розмови з Кирилом, своїм колишнім другом, який сказав, що під час кризи вижити можна лише в тому випадку, якщо промовчати й не втручатися в події, що відбуваються. З іншого боку, подруга Фелікса була переконана, що врятувати світ можна, і Фелікс повинен розкрити секретну інформацію, якою він володіє.

## У ролях
- Білий Анатолій Олександрович — Фелікс
- Обманов Олександр Володимирович — Кирило
- Ріинго Діана

## Виробництво
Фільм знімався в Росії, Україні, Фінляндії та Австрії. КАРАнтин – незалежний фільм, знятий без державної підтримки. Фільм є режисерським дебютом композитора Діани Рінго, яка написала саундтрек та сценарій до фільму. Вона написала сценарій під час карантину через Covid-19 у Відні, Австрія. Заслужений артист Російської Федерації Анатолій Білий знявся у головній ролі головного героя Фелікса у фільмі. Незабаром після того, як він знявся у фільмі, Білий залишив Росію через вторгнення в Україну. Для актора Олександра Обманова це була його перша головна роль у повнометражному фільмі.

## Випуск
Світова прем'єра фільму відбулася 14 вересня 2021 року на фестивалі кіно і театру «Амурська осінь» у Благовєщенську (Росія). Московська прем'єра відбулася 4 жовтня в кіноцентрі КАРО Октябрь.
У 2021 році фільм також показали у Відні, Австрія, та Празі, Чехія.
У 2022 році фільм був відібраний до основної програми 5-го кінофестивалю Ravno Selo в Сербії. Засновник фестивалю відомий сербський актор і режисер Лазар Рістовскі.
2 листопада 2021 року компанія Prime Video випустила «КАРАнтин» на цифровий стрімінг. У 2022 році фільм також вийшов на платформі FilmDoo.